# Landsgemeinde (Glarus)

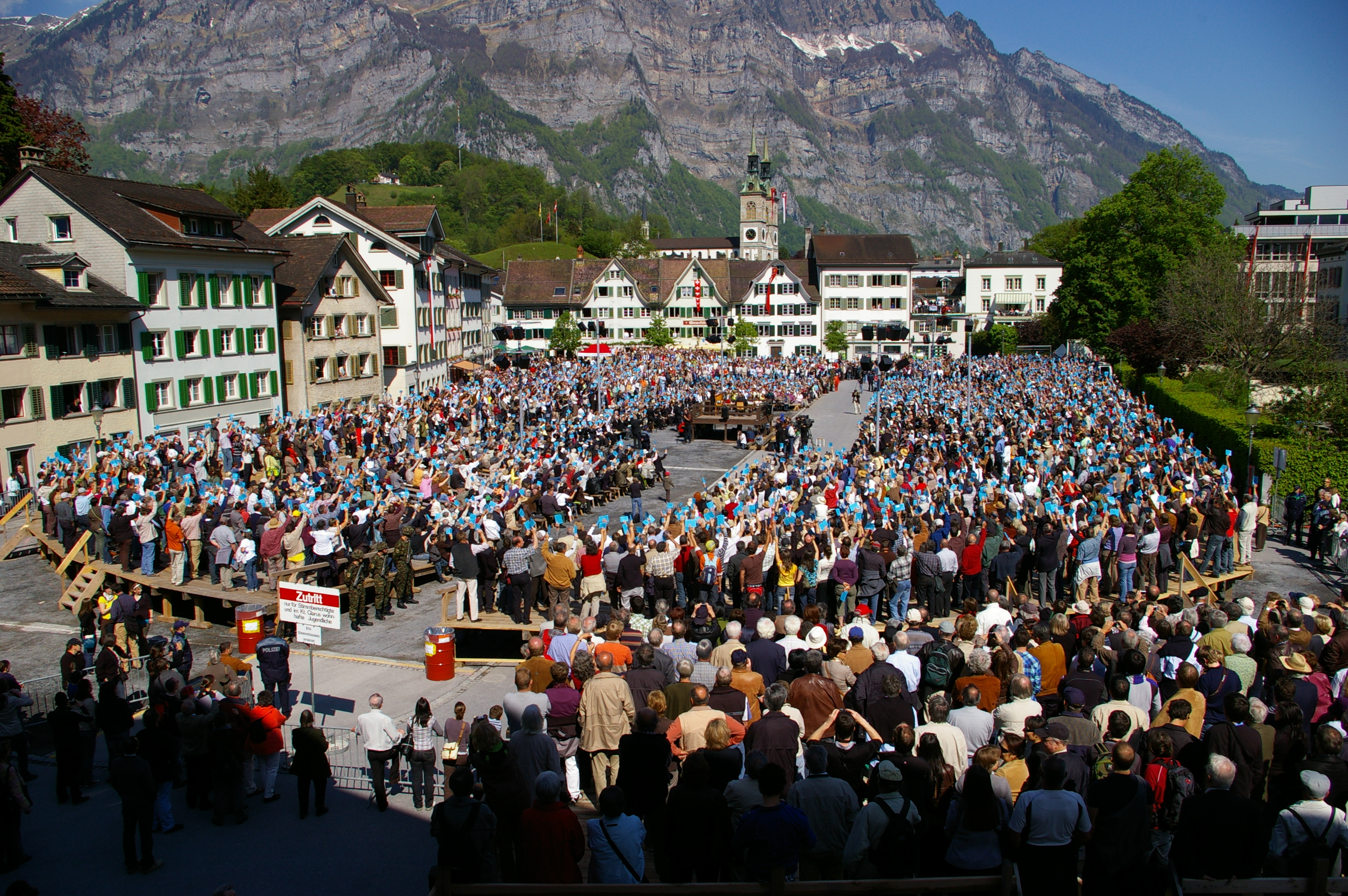
Glarner Landsgemeinde 2009

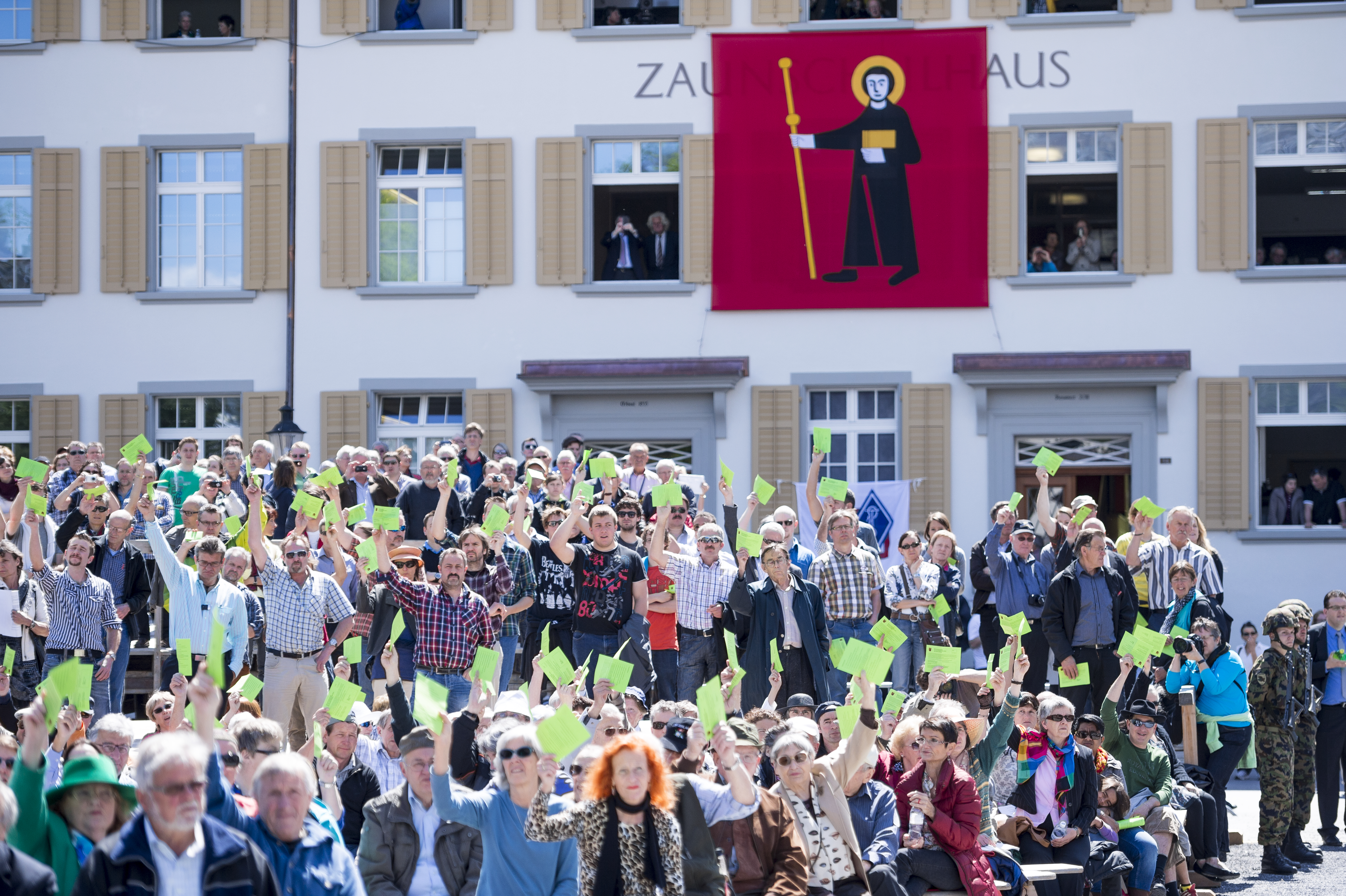
Abstimmung mit farbigen Stimmzetteln

Die Landsgemeinde ist die gesetzgebende Versammlung des Kantons Glarus. Sie ist eine Versammlung aller stimmberechtigter Bürger des Kantons Glarus, die über Gesetzes- und Verfassungsänderungen, sowie über die Höhe des Steuersatzes berät und abstimmt bzw. «rät, mindert und mehrt». Zudem werden die kantonalen Richter sowie der Landammann an der Landsgemeinde gewählt (bis 1971 auch die Kantonsregierung). Die Landsgemeinde gilt als Symbol für die direkte Demokratie des Kantons, da sich alle Stimmberechtigten direkt an der Gesetzgebung beteiligen können. Neben dem Stimmrecht besitzt jeder Stimmberechtigte auch das Recht, das Wort zu einer Vorlage zu ergreifen und Abänderungsanträge zu stellen. Das älteste Zeugnis einer Versammlung zu den Landessatzungen stammt vom 11. März 1387. Mit der Landsgemeinde ist auch ein Volksfest in der Stadt Glarus verbunden, nach der Landsgemeinde isst man traditionell die Chalberwurst.
Die Landsgemeinde versammelt sich am ersten Sonntag im Mai auf dem Zaunplatz in Glarus. Die «Mitlandlüüt» (wörtlich: einheimischen/mitländischen Leute = Stimmberechtigten) stehen «im Ring», während Zuschauer auf gesonderten Tribünen dabei sein können.

## Ablauf

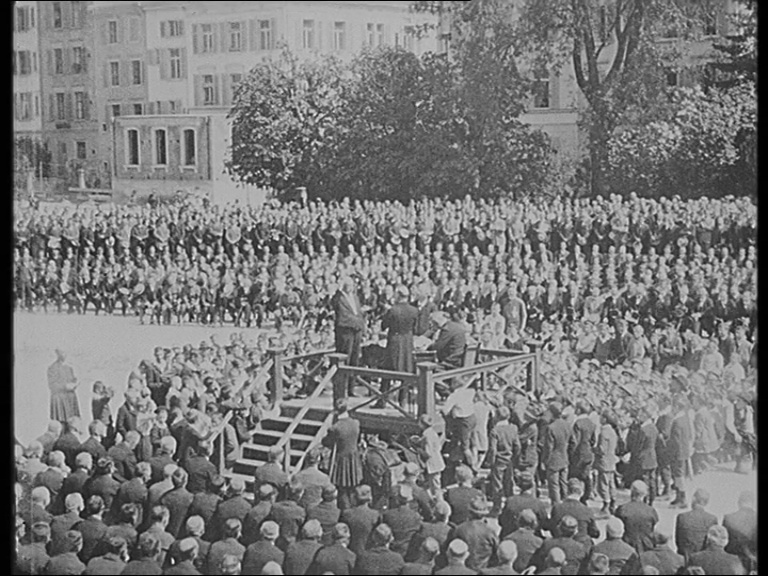
Die Landsgemeinde von 1923, Standbild aus einem Dokumentarfilm

Die Leitung der Landsgemeinde obliegt dem Landammann (dem Vorsitzenden der Kantonsregierung). Er eröffnet und vereidigt die Landsgemeinde.
Als Grundlage für die Durchführung der Landsgemeinde dient das vom Kantonsparlament vorberatene Memorial, das jedem Haushalt mit dem Stimmrechtsausweis zugestellt wird; im Jahr 2018 handelte es sich um eine 124-seitige Broschüre mit Erläuterungen zu 11 Sachgeschäften (Abstimmungsunterlagen). Die Stimmabgabe erfolgt an der Landsgemeinde durch das Hochhalten des Stimmrechtsausweises. Das grössere «Mehr» wird vom Landammann durch Abschätzen ermittelt; im Zweifelsfall zieht er die vier weiteren Mitglieder des Regierungsrates bei. Wenn auch diese kein eindeutiges Mehr ausmachen können, entscheidet der Landammann, nach einer ungeschriebenen Regel, gegen den Antrag der Regierung. Seine Entscheidung ist endgültig und unanfechtbar.
Nach dem Ende der Abstimmungen wird beim Auszug die Regierung und deren Gäste von der Harmoniemusik Glarus und einer Ehrenformation der Armee wieder zurück ins Rathaus geleitet, von wo sie zu Beginn der Landsgemeinde zusammen mit dem Landrat eingezogen waren.
Das System der Landsgemeinde verfügt über Mängel wie die völlig offene Stimmabgabe, was durch Stärken wie der besonderen Glaubwürdigkeit, der echten und lebendigen Auseinandersetzung und die Förderung der Zivilcourage wett gemacht wird. Die Zelebrierung der Einheit dient überdies dem Ausdruck des gemeinsamen Willens zur Gestaltung der Zukunft. Die Stimmbeteiligung an der Landsgemeinde Glarus ist schwierig abzuschätzen, weil weder die Stimmberechtigten im Ring noch die Stimmen gezählt werden. Der Landrat ging traditionell von rund 30 Prozent der Stimmberechtigten des Kantons an der Landsgemeinde Glarus aus, das entspräche ungefähr der Stimmbeteiligung bei Urnenabstimmungen in anderen Kantonen.
Eine Auszählung der Personen im Ring anhand von Fotos zeigt allerdings eine deutlich geringere Beteiligung von lediglich 10 Prozent bei den Landsgemeinden im 21. Jahrhundert.

## Besondere Abstimmungen
An der Glarner Landsgemeinde wurde in der Vergangenheit mehrmals über Geschäfte entschieden, die auch über die Kantonsgrenzen hinaus stark wahrgenommen wurden:
- Drei Fabrikarbeiter hatten die Beratung des Schutzes der Arbeiter beantragt; 1864 wurden Arbeitstage auf 12 Stunden beschränkt, Kinderarbeit und Sonntagsarbeit waren schon 1856 und 1858 verboten worden. Die Signalwirkung der Landsgemeinde von 1864 führte zum Eidgenössischen Fabrikgesetz von 1877.[7]
- 1916 wurde einer Kantonalen Alters- und Invalidenversicherung zugestimmt.
- Die Landsgemeinde vom 2. Mai 1971 verlieh den Frauen die politischen Rechte, obschon befürchtet wurde, dass dies dem Ende der Landsgemeinde gleichkommen werde.
- Die Landsgemeinde vom 6. Mai 2007 entschied knapp – und als erster und bisher einziger Schweizer Kanton – für die Herabsetzung des kantonalen Stimmrechtsalters auf 16 Jahre. Seit diesem Landsgemeindebeschluss können jugendliche Glarner Bürger bereits nach Vollendung des 16. Lebensjahrs in kantonalen und kommunalen Angelegenheiten abstimmen und wählen. Das passive Wahlrecht bleibt aber weiterhin bei 18 Jahren.
- Die Landsgemeinde vom 7. Mai 2006 beschloss, die 25 Glarner Gemeinden zu nur noch drei Gemeinden zu fusionieren. Dieser Beschluss wurde an einer ausserordentlichen Landsgemeinde vom 25. November 2007 bestätigt.
- Die Landsgemeinde vom 2. Mai 2010 lehnte die Anträge über die kostenlose Nutzung des öffentlichen Verkehrs im Kanton Glarus und über die Einführung des Ausländerstimmrechts ab.
- Im Jahr 2020 musste aufgrund der COVID-19-Pandemie die Landsgemeinde zum ersten Mal in der Neuzeit abgesagt werden.[8]